# Travieso
Manuel López Llamosas, surnommé Travieso (né le 1er mai 1900 à Baracaldo en Biscaye, et mort le 14 octobre 1975 dans la même ville), est un joueur de football international et entraîneur espagnol.
Il jouait au poste d'avant-centre.

## Biographie

### En club
Il débute à l'Athletic Club, et se distingue en marquant en finale de la Coupe du Roi de 1923 disputée face au Club Esportiu Europa. En quart de finale, il marque deux buts face au Real Madrid C. F. 
Il remporte quatre championnat régionaux de Biscaye avec l'Athletic, et marque un total de vingt-neuf buts en trente et un matches.
Durant sa carrière, il cumule les postes d'entraineur et de joueur, notamment aux clubs de Barakaldo CF et Malagueño. il devient par la suite uniquement entraineur, poursuivant sa carrière jusque dans les années 60.

### En équipe nationale
Il joue son unique match avec la sélection espagnole le 30 avril 1922, contre la France ; l'Espagne l'emporte par 0-4 et Travieso se met en évidence en étant l'auteur de deux des buts.

## Palmarès
Athletic Club
- Coupe du Roi (1) :
  - Vainqueur : 1923.